# Josep Sànchez i Camps
Josep Sànchez i Camps (Barcelona, 1972) és un polític català, alcalde d'Arenys de Munt des del 2019. Forma part d'Esquerra Republicana de Catalunya (ERC). També ha ocupat diversos càrrecs dins del partit, així com diferents responsabilitats a l'ajuntament d'Arenys de Munt des de 2011.

## Biografia
Josep Sànchez i Camps va néixer l'any 1972 i es va formar en el camp de l'empresa i l'administració. Va obtenir un Bachelor in Business Administration a la Universitat de Lincoln.
Va iniciar la seva trajectòria política com a regidor de l'ajuntament d'Arenys de Munt el 2011. A partir del setembre de 2013, va assumir diferents responsabilitats en el govern municipal, gestionant les carteres d'hisenda, promoció econòmica i comunicació. En el mandat 2015-2019, va exercir com a primer tinent d'alcalde i el 26 de maig de 2019 va ser escollit alcalde d'Arenys de Munt com a representant d'Esquerra Republicana, prenent possessió del càrrec el 15 de juny de 2019.
Durant el seu mandat com a alcalde, l'ajuntament d'Arenys de Munt va guanyar un procés legal contra l'empresa Sorea, concessionària del servei d'abastiment d'aigua potable.